# Craig Gardner
Craig Gardner (Solihull, 25 novembre 1986) è un dirigente sportivo, allenatore di calcio ed ex calciatore inglese, di ruolo centrocampista, attuale direttore tecnico del Birmingham City.

## Palmarès

### Club

#### Competizioni nazionali
- Coppa di Lega inglese: 1

Birmingham City: 2010-2011